# دانیل هیلیس
ویلیام دانیل «دنی» هیلیس در تاریخ ۲۵ سپتامبر ۱۹۵۶ در شهر بالتیمور واقع در ایالت مریلند ایالات متحده آمریکا زاده شد. وی مخترع، دانشمند، مهندس، کارآفرین و نویسندهٔ آمریکایی است.

## اوایل زندگی
پدر هیلیس متخصص بیماری‌های واگیردار بود، به همین علت دوران کودکی اش در مناطق مختلفی گذشت. خودش می‌گوید: «من دوران رشد خود را در کشورهای مختلف مرکز آفریقا، مانند رواندا، بروندی، زئیر و کنیا گذراندم. ما معمولاً در قلب جنگلها بودیم و من احساس می‌کردم که خانه واقعی ما همانجاست». مادرش کار آموزش او را بر عهده داشت و بخصوص بر روی ریاضیات تأکید زیادی می‌کرد. در مقابل، پدرش علاقه او را به سوی زیست‌شناسی جلب می‌کرد. هیلیس از نوجوانی به بازی لوگو و ساختن اشکال مختلف با قطعات کوچکتر علاقه‌مند بود ولی خیلی زود توجهش به موتورها و روبات‌ها جلب شد. وی نخستین رایانه‌اش]] را در ۹ سالگی ساخت. این رایانه عبارت بود از یک دستگاه گرامافون قدیمی و دو صفحه. روی یک صفحه تعدادی سؤال ساده و روی صفحه دیگر، تعداد زیادی پاسخ‌های محتمل وجود داشت. گرامافون دو صفحه را می‌چرخاند و پاسخ هر سؤال را روی صفحه دوم پیدا می‌کرد. هیلیس هنگامی که خانواده اش در اواخر دهه ۱۹۶۰ در کلکته بودند برای نخستین بار با نظریه رایانه‌های رقمی آشنا شد. او در این باره می‌گوید: «هنگامی که در هند بودم، هیچ نوع فناوری در پیرامونم وجود نداشت. حتی یافتن کتاب‌های فنی به زبان انگلیسی نیز به سختی ممکن بود. من در کتابخانه کنسولگری انگلیس در کلکته، کتاب بررسی قوانین تفکر نوشته جرج بول را یافتم و شروع به خواندن آن کردم. او در این کتاب آنچه را که ما امروزه جبر بول می‌نامیم شرح داده بود. من عاشق عنوان کتاب شده بودم. آن کتاب از سطح دانش من بسیار فراتر بود ولی به یاد می‌آورم که ایده اولیه عملیات AND، OR و NOT را از همان‌جا به دست آوردم.»

## تحصیلات و پژوهش
خانواده هیلیس، هند را به مقصد شهر تاوسون در ایالت مریلند آمریکا ترک کردند و دانیل توانست که در دبیرستانی در این شهر به ادامه تحصیل بپردازد. همزمان، مادرش نیز دوره دکتری را در رشته زیست آمار آغاز کرد. دلبستگی به زیست‌شناسی همچنان در هیلیس پابرجا بود و او هیچ فرصتی را برای انجام آزمایش‌های گوناگون از دست نمی‌داد. یکبار او باکتری‌هایی را که نزدیک سالن ورزش مدرسه یافته بود کشت داد و سمی بودن آنها را کشف کرد. البته مقامات مدرسه، یافته‌های این نوجوان را جدی نگرفتند و خوشبختانه کسی هم بیمار نشد. هیلیس در دوران دبیرستان از پیگیری مسائل علمی و مهندسی نیز غافل نبود. یکبار از طریق یکی از دوستان پدرش، کاری در دانشکده شیمی دانشگاه جان هاپکینز به او محول شد. آنها یک طیف‌سنج (اسپکترومتر) بزرگ داشتند که داده‌های آن را برای محاسبه و ارزیابی به طور دستی وارد رایانه می‌کردند. هیلیس این دو دستگاه را به هم متصل کرد و برنامه‌ای نوشت که داده‌ها را مستقیماً از طیف‌سنج می‌گرفت و نتایج آزمایشها را محاسبه می‌کرد. این کار در مقایسه با کاری که با درهای توری و میخها کرده بود برایش آسانتر بود.
هیلیس در سال ۱۹۷۴ وارد دانشگاه M.I.T شد. انگیزهٔ اصلی او، یافتن چگونگی کار مغز بود و به همین خاطر، رشته فیزیولوژی اعصاب را برگزید که البته دوام چندانی نداشت.
مینسکی و جان مک کارتی در سال ۱۹۵۸ آزمایشگاه هوش مصنوعی M.I.T را تأسیس کرده بودند و این آزمایشگاه، همچنان به عنوان یکی از معروفترین آزمایشگاه‌های هوش مصنوعی در جهان باقی‌مانده بود. هیلیس، بهترین راه برای نزدیک شدن به مینسکی را تکمیل کارهای باقی‌مانده از قرارداد آزمایشگاه با بنیاد ملی علوم تشخیص داد. بنیاد ملی علوم یکی از سرمایه‌گذاران اصلی آزمایشگاه هوش مصنوعی بود و در آن زمان، بخشی از بودجه آزمایشگاه از پروژه آن بنیاد در مورد به کارگیری رایانه‌ها در امر آموزش تأمین می‌شد. هیلیس متن قرارداد را به دقت مطالعه کرد تا دریابد چه کارهایی باقی‌مانده است.
LOGO عمدتاً ساخته سیمور پاپرت بود. پاپرت می‌خواست از رایانه به عنوان یک ابزار آموزشی استفاده کند. بدین جهت، زبان LOGO که یک زبان برنامه‌سازی ساده بود را به وجود آورد. این زبان آنقدر ساده بود که کودکان می‌توانستند به کمک آن کارتون بسازند. (این پروژه پیش از این، الهام‌بخش آلن‌کی در طراحی کتاب پویا شده بود) هیلیس هنوز مینسکی را ملاقات نکرده بود ولی دریافته بود که مینسکی در حال ساخت رایانه‌ای در زیرزمین آزمایشگاه است. هیلیس به زیرزمین آزمایشگاه رفت، نقشه‌ها و برنامه‌ها را مطالعه کرد و تغییراتی در رایانه مینسکی داد. مینسکی از نظرات هیلیس استقبال کرد و او را به عنوان دانشجوی خود پذیرفت و حتی اتاقی نیز به او در همان زیرزمین داد.

## ماشین‌های متفکر
هیلیس با در نظر گرفتن مفهوم «پیدایش»، حدس زد که شاید اتفاق مشابهی نیز در مغز انسان روی می‌دهد و برای آزمودن حدسش به طراحی یک رایانه پرداخت. ایده او دربارهٔ ماشین ارتباطی، بسیار ساده بود. در اختیار گرفتن هزاران پردازنده کوچک (هر کدام به عنوان یک رایانه مستقل با حافظه مخصوص به خود)، مرتبط ساختن آنها به یکدیگر و برنامه‌ریزی آنها برای تعامل با یکدیگر، و مشاهده این که آیا هوشمندی خاصی شبیه مغز انسان پدیدار می‌شود یا نه. در سال ۱۹۸۳، هیلیس ۲۷ ساله که از نتیجه شبیه‌سازیهای اولیه به شوق آمده بود (با راهنمائی و تشویق مینسکی)، شرکت تینکینگ ماشینز (ماشینهای متفکر) را در کمبریج ماساچوست تأسیس کرد. او توانست هم از بخش خصوصی و هم بخش دولتی، حمایتهای مالی جلب کند. ویلیام پاله، رئیس شبکه سی‌بی‌اس یکی از سرمایه‌گذاران عمده بود و وزارت دفاع نیز پذیرفت که نخستین ماشین را خریداری کند.
هیلیس چند ماه پیش از تأسیس شرکت، ایده خود را با ریچارد فین‌من، برندهٔ جایزه نوبل فیزیک، در میان گذاشت. فین‌من، پروژه را «احمقانه» خواند ولی اندک زمانی بعد پذیرفت که در تابستان آینده برای شرکت هیلیس کار کند. او پس از ورود به شرکت به تحلیل شبکه ارتباطی نخستین ماشین پرداخت و میزان حافظه کوتاه‌مدت مورد نیاز هر گره در شبکه را تعیین کرد. فین‌من علاوه بر مشارکت عملی در شرکت هیلیس، از نظر اخلاقی نیز پشتیبانی همه‌جانبه‌ای از او کرد.
هیلیس با الهام از توازی ذاتی مغز انسان، فناوری رایانه را برای همیشه تغییر داده است. در دههٔ ۱۹۹۰، در حدود بیست پروژه توازی انبوه، در مراحل مختلف تجاری شدن قرار داشتند و دانشمندان بزرگی از جمله برتون اسمیت، طراح ارشد ماشین ترا، با علاقه‌مندی کامل شاهد تکامل ماشین ارتباطی بوده‌اند.
زیست‌شناسی الهام‌بخش هیلیس در فلسفه ی موفقیت‌آمیز طراحی رایانه اش بوده است. کارهای اخیر او نشان داده است که دانش رایانه نیز می‌تواند این لطف زیست‌شناسی را جبران کند! البته زیست‌شناسان هم‌اکنون نیز از رایانه‌ها برای واژه‌پردازی، ذخیره‌سازی داده‌ها، تحلیلهای آماری و بازشناسی الگوها استفاده می‌کنند ولی کار اصلی آنها، آزمایش بر روی ویروس‌ها، سلول‌ها و ارگانیسم‌های سطح بالاتر و به دست آوردن مدل‌هایی بر مبنای این آزمایشهاست.
همان‌طور که هیلیس در دههٔ ۱۹۸۰ اعتقاد داشت که استفاده از نحوه سازماندهی مغز انسان می‌تواند به حل برخی از مسائل مشکل دانش رایانه کمک کند، امروز نیز او بر این عقیده است که مدلهای ریاضی ساده با پشتیبانی رایانه‌های قدرتمند، می‌تواند به دیدگاه‌های تازه‌ای در زیست‌شناسی بینجامد. او به عنوان نمونه‌ای از یک مدل ریاضی که باعث پیشبرد دانش زیست‌شناسی شده است، به مفهوم بازخورد در سیبرنتیک کلاسیک ک در دههٔ ۱۹۳۰ در آزمایشگاه‌های بل و دانشگاه M.I.T شکل گرفت، اشاره می‌کند. بازخورد، ایده استفاده از خطاهایی که در خروجی وجود دارد، در تنظیم و اصلاح ورودی است. مثلاً بازخورد حاصل از احساس داغی آب، باعث بازتر کردن شیر آب سرد می‌شود.
هیلیس با دیدگاه رایانه‌ای خود به مطالعه نظریه تکامل پرداخته است. مطالعه او دارای دو مزیت در مقایسه با مطالعات زیست‌شناسان سنتی است. نخست این که کامل نبودن بجامانده‌های فسیلی، مطالعه تکامل «طبیعی» را در سطح جزئیات، بسیار دشوار می‌سازد؛ و دوم این که تکامل «تجربی» برای بیش از چند صد نسل، به سختی قابل حصول است. با توجه به آنچه گفته شد، هیلیس تلاش کرده است تا با اجرای برنامه شبیه‌سازی جمعیت ۱۰۰۰۰۰ نسل بر روی ماشین ارتباطی، سابقه کامل فسیلی را به دست آورد.
روش اصلی او، ساختن مجموعه‌ای از موجودات زنده شبیه‌سازی شده، هر کدام در برگیرنده یک برنامه ساده است. او سپس معیاری را به عنوان «شایستگی» مثلاً قابلیت برنامه برای مرتب کردن سریع اعداد به ترتیب صعودی، برمی‌گزیند. پاداشی که برای برنامه‌های «شایسته‌تر» در نظر گرفته می‌شود، احتمال بیشتر برای تکثیر و باز تولید در نسل بعد است. البته احتمال جهش نیز در نظر گرفته می‌شود.
یکی از مدلهای نخستین هیلیس نشان داد که برای برخی معیارهای شایستگی، باز تولید جنسی (در هم آمیختن برنامه‌های دو «ولی») نتایج بهتری از باز تولید غیرجنسی به دست می‌دهد، ولی در برخی موارد نیز این گونه نبود. او سپس پارازیت‌ها را معرفی کرد که دنباله‌های نامرتب از اعداد را به وجود می‌آورند و برنامه‌هایی را که قادر به مرتب کردن آنها با سرعت کافی نبودند، از بین می‌برند. پارازیت‌ها هم تکامل می‌یافتند – توانایی آنها برای ایجاد دنباله‌های نامرتب از اعداد، تعیین‌کننده «شایستگی» آنها بود. نتیجه تعجب‌برانگیز این بود که برنامه‌های مرتب کردنی که نجات می‌یافتند (باقی می‌ماندند)، با سرعت بیشتری به سمت راه‌حلهای سریعتر مرتب کردن، تکامل پیدا می‌کردند. هم‌اکنون در مسابقه «مرتب کردن»، هنوز پیروزی از آن انسانهاست! تکامل‌یافته‌ترین شبکه‌های مرتب کردن هیلیس، دو درصد پرهزینه‌تر از بهترین شبکه‌ای است که توسط یک پژوهشگر به نام میلتون گرین یافته شده است.
مدل هیلیس این مزیت را دارد که فرضیاتش را به طور شفاف و واضح، یعنی به صورت کد برنامه، نمایان می‌کند. کد هیلیس نشان می‌دهد که در صورت وجود سه پیش‌شرط،تکامل با شتاب بیشتری صورت می‌گیرد: پارازیتها، قابلیت جهش، و معیار شایستگی که در ارتباط نزدیک با هدف باشد. البته هنوز یک پرسش باقی می‌ماند: آیا این پیش‌شرطها در دنیای واقعی نیز برقرارند؟ هیلیس اعتراف می‌کند که پاسخ را نمی‌داند.
از کارهای سرگرم‌کننده‌ای که هم‌اکنون هیلیس در دست انجام داد، ساختن یک ساعت عظیم، به اندازه هرم بزرگ مصر است. قرار است ثانیه‌شمار این ساعت، سال شمار باشد و هر سال یکی جلو رود و هر صد سال یکبار، صدای دنگ این ساعت بلند شود و در پایان هر هزاره، فاخته‌ای از آن خارج شود و کوکو کند.